# Ponzu

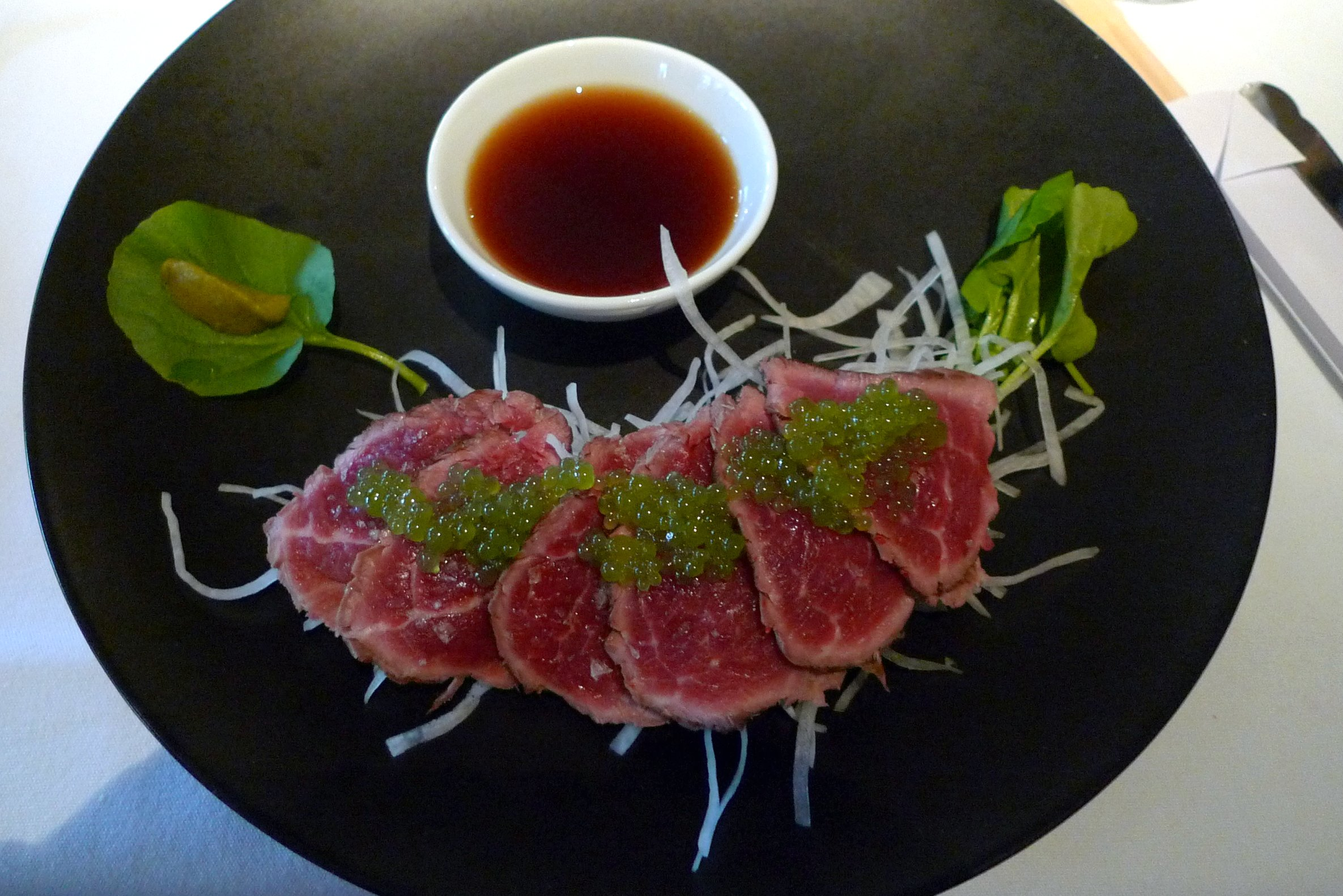
Salsa ponzu con rosbif.

Ponzu (ポン酢?) es una salsa empleada comúnmente en la comida japonesa. Tradicionalmente se utiliza para complementar el tataki o como salsa para el nabemono.

## Características
Está elaborada de mirin, vinagre de arroz, laminillas de katsuobushi y alga (konbu) hervida a fuego lento. Cuando se enfría el líquido es colado para sacar el bonito y se le añade jugo de yuzu o sudachi.

## Variantes
Ponzu shoyu (ポン酢醤油) es salsa ponzu a la que se añade salsa de soja (shoyu), pero también se conoce simplemente como ponzu.

## Ingredientes para su preparación
100 ml de jugo de limón.

50 ml de jugo de naranja.

200 ml de salsa de soja.

25 ml de vinagre de manzana o vinagre de arroz.

25 ml de mirín (licor de arroz).

Preparación

Mezclar todos los ingredientes.
- Datos: Q2722814
- Multimedia: Ponzu / Q2722814